# Salyan (Rayon)

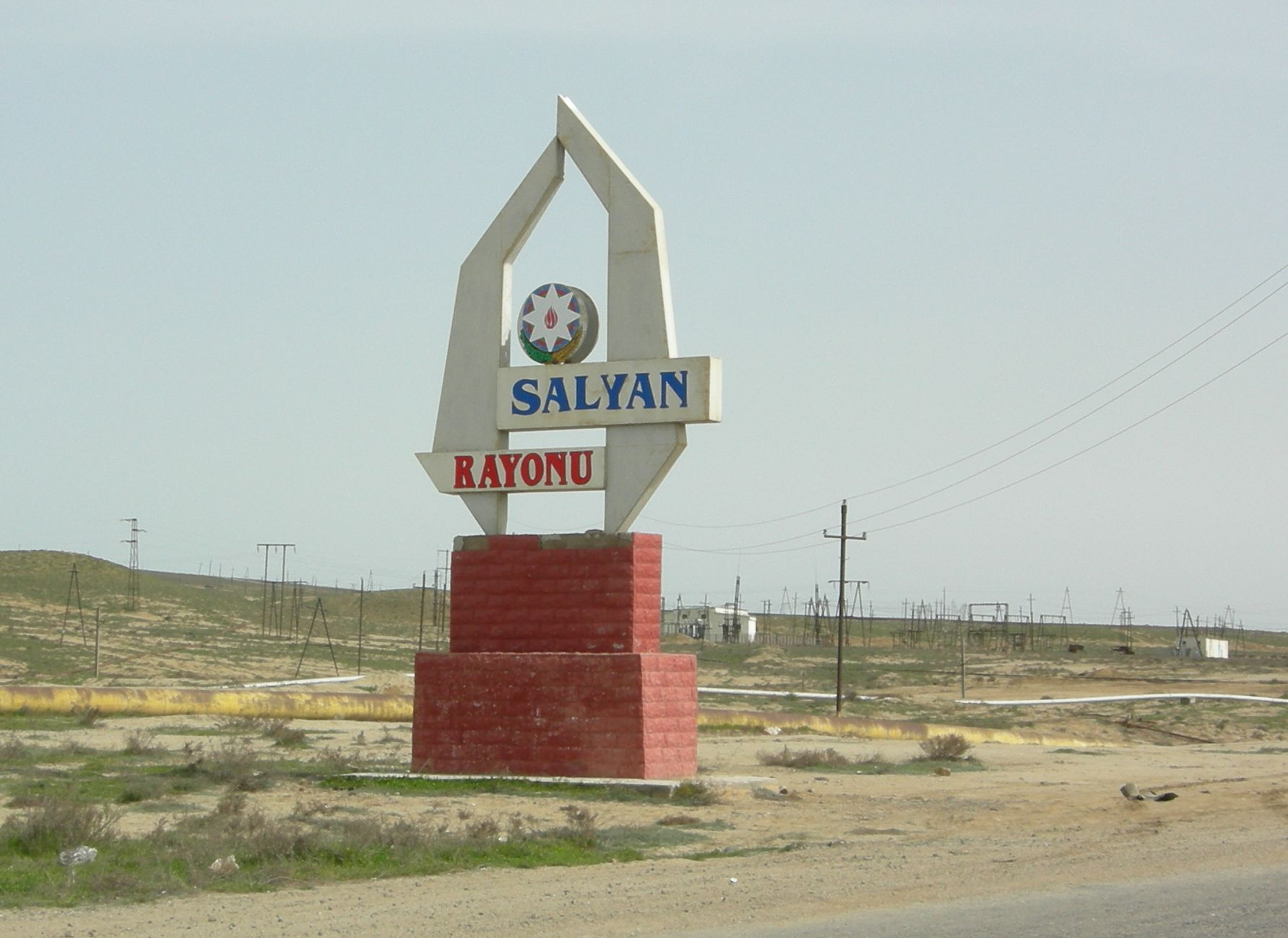
Einfahrt in den Rayon aus Richtung Şirvan

Salyan ist ein Rayon in Aserbaidschan. Hauptstadt des Bezirks ist die Stadt Salyan.

## Geografie
Der Rayon hat eine Fläche von 1811 km². Nahe Kursenge liegt ein Vulkan gleichen Namens. Die Landschaft besteht größtenteils aus Steppen, im Osten erstreckt sich der Schirwan-Nationalpark.

## Bevölkerung
Der Bezirk hat 140.800 Einwohner (Stand: 2021). 2009 betrug die Einwohnerzahl 121.400. Diese verteilen sich auf 16 Siedlungen.

## Wirtschaft
Im Norden gibt es die Ölfelder von Kursenge und Karabaghli. Diese werden von der Salyan Oil Company betrieben.

## Kultur
Im Rayon gibt es mehrere archäologische Fundstätten, wie die Nekropolen von Marimli und Gursanga oder die Ruinen bei Nohudlu und Mahmudabad.

## Verkehr
Die Stadt ist über die M3, die von Baku bis zur iranischen Grenze verläuft, an das aserbaidschanische Fernstraßennetz angebunden. Durch die Hauptstadt führt die Bahnlinie in den Süden Aserbaidschans.